# Річ (журнал)
«Річ» — український часопис мистецького спрямування.
Назву часопису — «Річ» — запропонував письменник Богдан Смоляк. 
Часопис зареєстрований 13 вересня 1999 року (свідоцтво про реєстрацію: серія КВ №3881).
Перше число журналу у паперовому форматі вийшло у Львові у вересні 2000 року. Символом журналу став міфічний Грифон, який міцно стоїть на ногах, але має крила. А дизайн і логотип розробив молодий художник Євген Равський.
Ідею створення часопису лобіював в середовищі підприємців Василь Стойчук, котрий слово «Річ» сприймав як абревіатуру і розшифровував так: Робота. Ініціатива. Час.
Тематично журнал ділився на дві частини: «Ділову річ» (для людей ділових, підприємців) та «Візії й речі» (для людей мистецтва).
Часопис виходив завдяки поодинокій рекламі та моральній підтримці Асоціації роботодавців Львівської області, яку очолює Зеновій Бермес.
Першими авторами журналу окрім Надії Мориквас були письменник Богдан Смоляк, журналіст Віктор Шаповал, художник і мистецтвознавець Олесь Нога, писар козацької чайки «Пресвята Покрова» Юрко Волощак, аудитор і гуморист Михайло Соловій.
З 2009 часопис існує лише в електронному варіанті.

## Склад редакції
Надія Мориквас (головний редактор), Лідія Лозинська, Ігор Мельник (заступник головного редактора), Юрко Мориквас, Світлана Одинець, Ірина Панчишин, Ярослав Поліщук, Оксана Смерека-Малик